# انیگما (پروژه موسیقی)
انیگما (به انگلیسی: Enigma)، یک پروژهٔ موسیقی الکترونیک است که در سال ۱۹۹۰ میلادی توسط مایکل کرتو، دیوید فرستین و فرانک پترسن در آلمان پایه‌گذاری شد. کرتو، سازنده و تهیه‌کنندهٔ اینیگما است. معمولاً ساندرا، همسر سابق کرتو، بخش‌های صدایی آهنگهای انیگما را اجرا می‌کرد. این دو تحت نام ساندرا کرتو با یکدیگر همکاری می‌کردند. ینز گد، به عنوان یک سازنده و تهیه‌کنندهٔ مشترک در این گروه کار می‌کرد و در سه آلبوم انیگما نوازندهٔ گیتار بود. تا کنون هشت آلبوم استودیویی تحت نام پروژهٔ انیگما منتشر شده‌است.

## آلبوم‌ها
آلبوم‌های استودیویی
- ۱۹۹۰ - ام‌سی‌ام‌اکس‌سی ای.دی. (به انگلیسی: ‎MCMXC a.D.‎)
- ۱۹۹۳ - صلیب تغییرات (به انگلیسی: The Cross of Changes)
- ۱۹۹۶ - شاه مرده‌است، زنده باد شاه! (به فرانسوی: Le Roi Est Mort, Vive Le Roi)
- ۲۰۰۰ - پرده پشت آینه (به انگلیسی: The Screen Behind the Mirror)
- ۲۰۰۳ - رهسپار (به انگلیسی: Voyageur)
- ۲۰۰۶ - آ پوستریوری (به انگلیسی: A Posteriori)
- ۲۰۰۸ - هفت جان چهره‌های بسیار (به انگلیسی: Seven Lives Many Faces)
- ۲۰۱۶ - سقوط یک فرشته ی شورشی (به انگلیسی: The Fall Of A Rebel Angel)

آلبوم‌های گلچین
- Love Sensuality Devotion: The Greatest Hits - 2001

آلبوم‌های ریمیکس
- Love Sensuality Devotion: The Remix Collection - 2001

آلبوم‌های مجموعه‌ای
- Trilogy - 1998
- 15Years After - 2005
- The Platinum Collection - 2009